# Inventarium Sveciæ

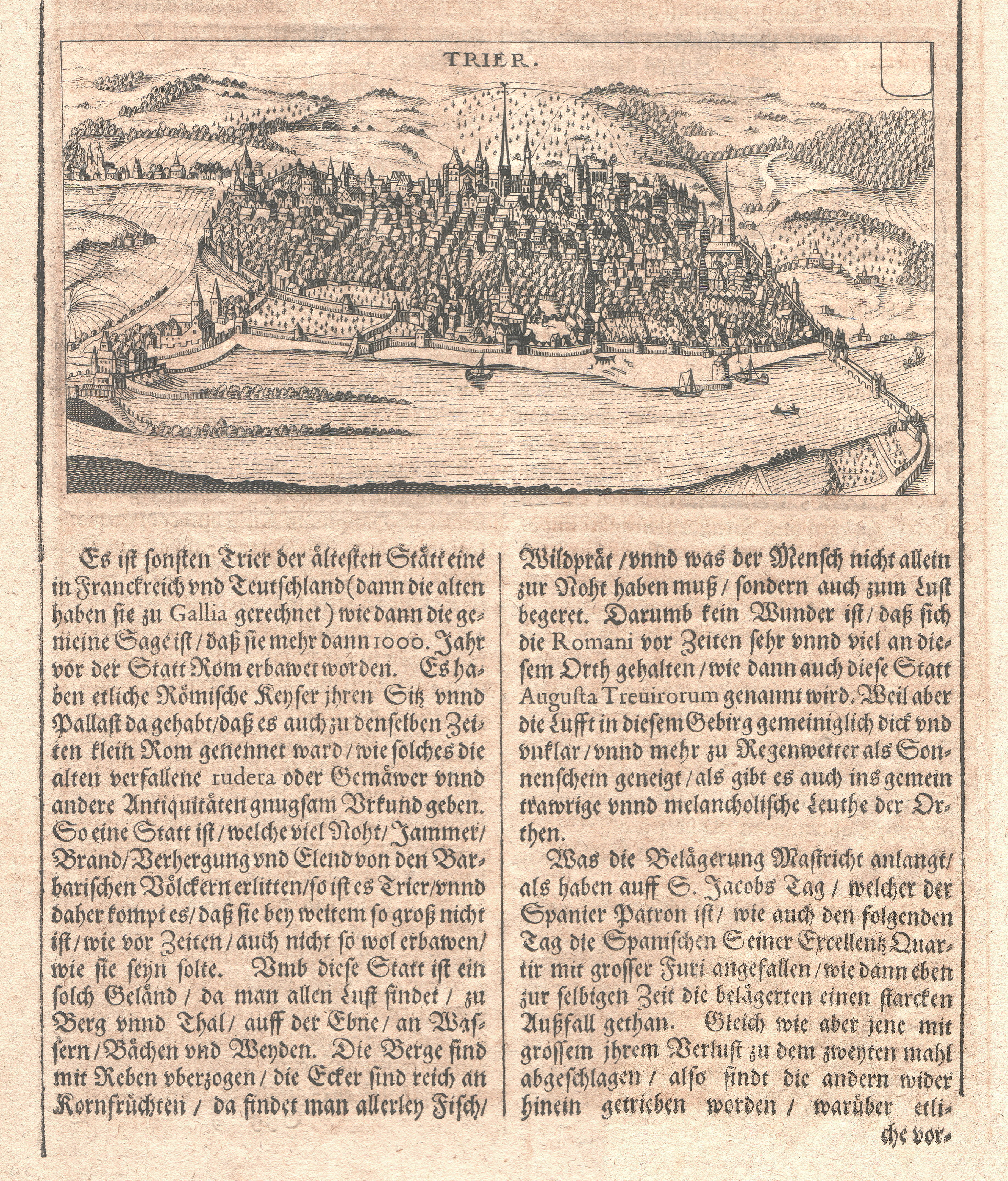
En sida ur Inventarium Sveciæ

Inventarium Sveciæ är en i Frankfurt am Main 1633 utgiven foliovolym. Det är en på tyska skriven skildring av Sveriges historia fram till Gustav II Adolf samt en ingående framställning av dennes deltagande i 30-åriga kriget.